# Bosque nacional Monte Hood

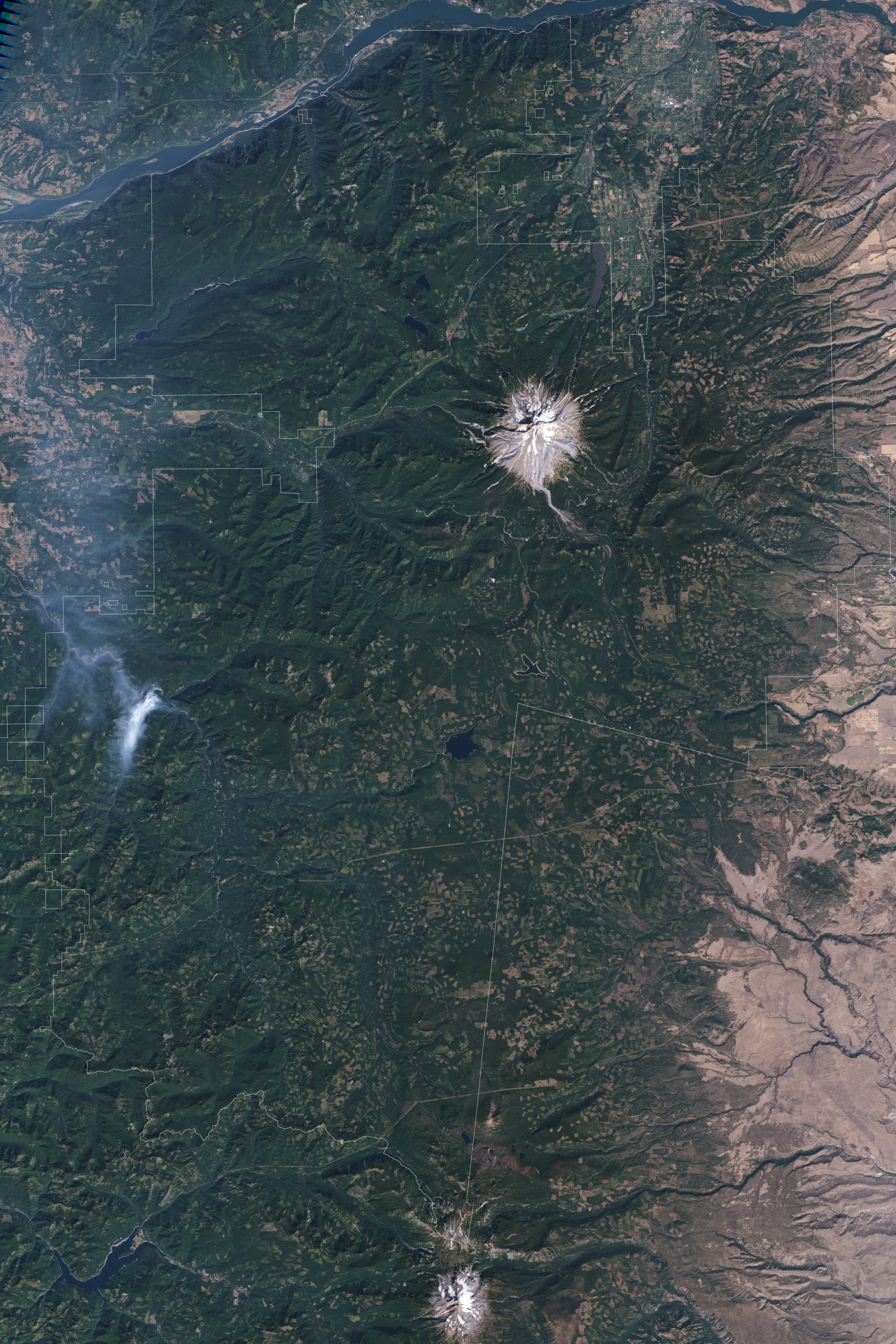
Imagen de satélite de parte del bosque, incluyendo Monte Hood.

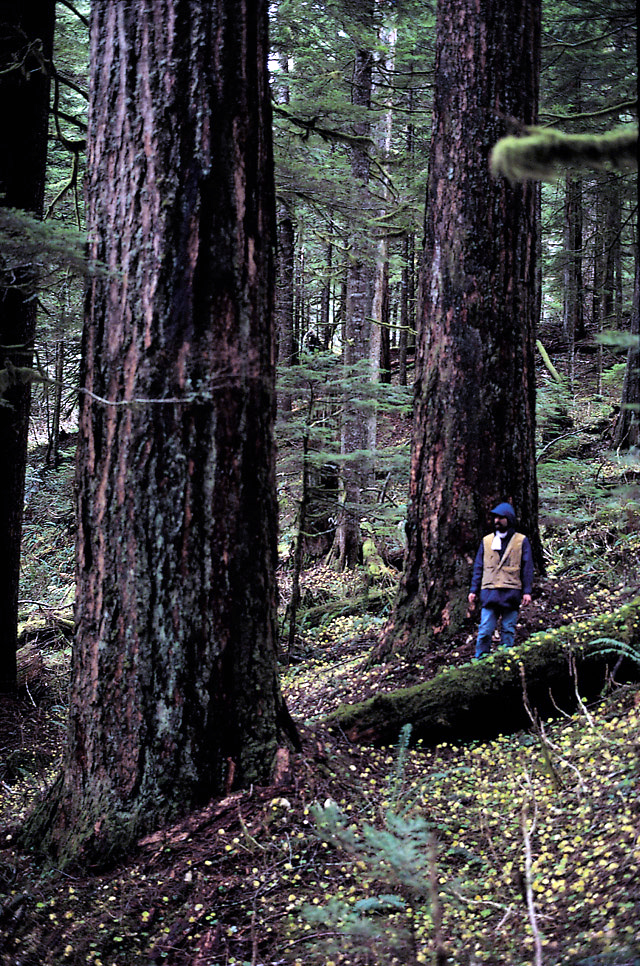
Abeto de Douglas de crecimiento viejo en el Bosque Nacional Monte Hood

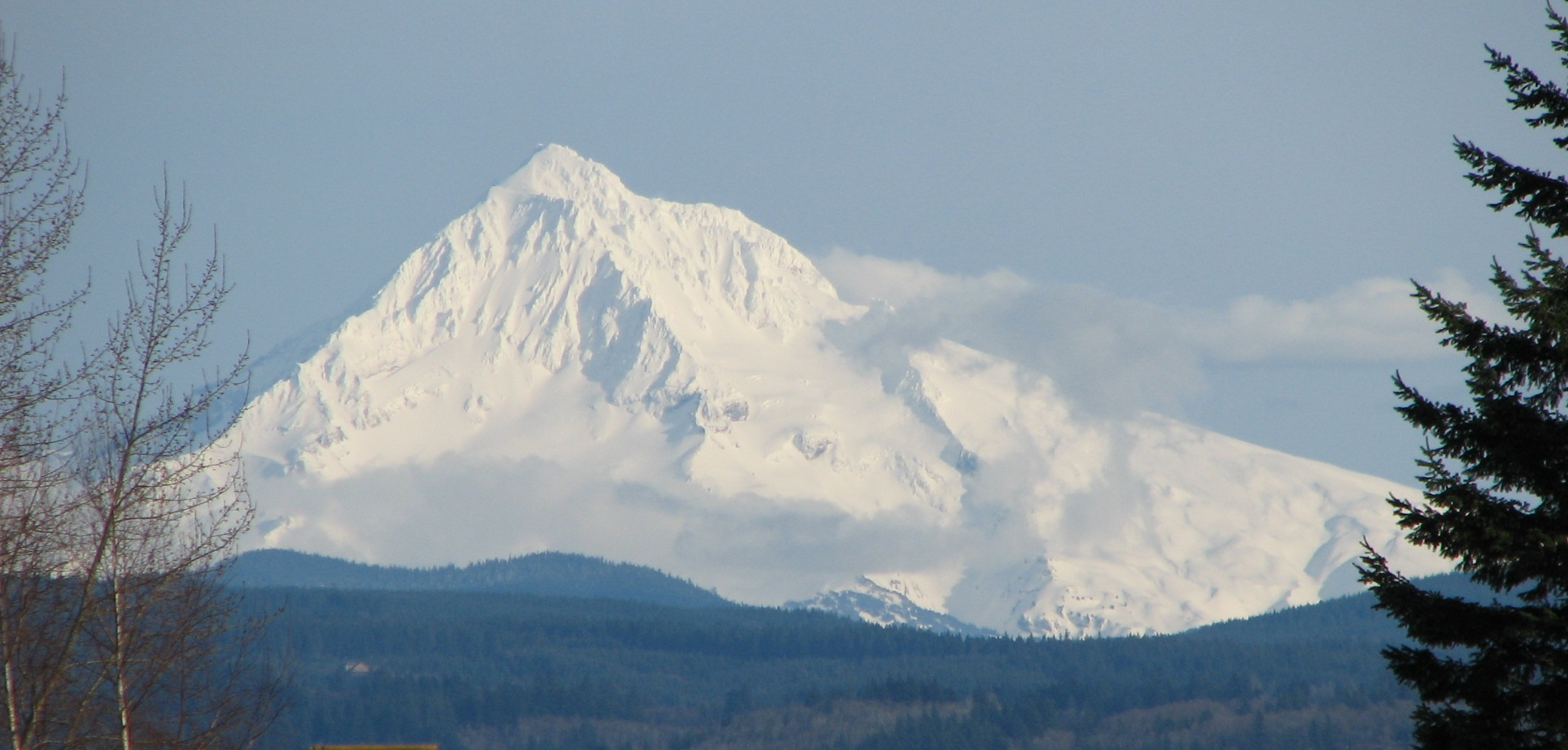
Monte Hood (3429m) en 2006

El Bosque Nacional Mount Hood está a 62 millas (100 km) al este de la ciudad de Portland, Oregón, y del valle del río Willamette, en el norte. El bosque se extiende hacia el sur desde el desfiladero del río Columbia a través de más de 60 millas (97 km) de montañas, lagos y arroyos boscosos hasta el área escénica de Olallie, una cuenca alta en las laderas del monte Jefferson. El Bosque incluye y lleva el nombre del Monte Hood, un estratovolcán. El bosque abarca unos 1,067,043 acres (4,318.17 km²). La sede del bosque se encuentra en Sandy, Oregón. Un estudio del Servicio Forestal de 1993 estimó que la extensión del crecimiento anterior en el Bosque era de 345,300 acres (139,700 ha).  El Bosque se divide en cuatro distritos separados: Barlow (con oficinas en Dufur), Clackamas River (Estacada), Hood River (Mount Hood-Parkdale) y Zigzag (Zigzag).
En orden descendente de área de tierra, el Bosque Nacional se encuentra en partes de los condados de Clackamas, Hood River, Wasco, Multnomah, Marion y Jefferson.

## Historia
El Bosque Nacional Mount Hood se estableció por primera vez como la Reserva Forestal Bull Run en 1892. Se amplió en 1893.  Se fusionó con parte del Bosque Nacional Cascade el 1 de julio de 1908 y se llamó Bosque Nacional de Oregon. El nombre fue cambiado nuevamente a Mount Hood National Forest en 1924.
La película de 1952, Bend of the River, fue filmada parcialmente en el bosque nacional Mount Hood.
En 2010, el Bosque Nacional Mount Hood fue honrado con su propio barrio bajo el programa America the Beautiful Quarters.

## Recreación
El Bosque Nacional Mount Hood es uno de los Bosques Nacionales más visitados en los Estados Unidos, con más de cuatro millones de visitantes al año. Menos del cinco por ciento de los visitantes acampan en el bosque. El bosque contiene 170 sitios de recreación desarrollados, que incluyen:
- Timberline Lodge, construido en 1937 en lo alto de Mount Hood
- Lago Perdido (Lost Lake)
- Lago Quemado (Burnt Lake)
- Lago Trillium (Trillium Lake)
- Lago Timothy (Timothy Lake)
- Embalse de Rock Creek
- El viejo sendero de Oregon, incluyendo Barlow Road

Otras actividades recreativas comunes en el Bosque Nacional Mount Hood incluyen pesca, paseos en bote, caminatas, caza, rafting, paseos a caballo, esquí, ciclismo de montaña, recolección de bayas y recolección de setas  Una parte del Pacific Crest Trail pasa por el Bosque Nacional en los flancos de la montaña. Mount Hood es un destino popular para los escaladores de montaña.
Varias organizaciones sin fines de lucro lideran excursiones gratuitas al Bosque Nacional para obtener apoyo para una mayor protección contra la tala y el uso de vehículos todo terreno, como BARK y Oregon Wild.
El área de recreación nacional de Mount Hood se estableció dentro del bosque nacional de Mount Hood el 30 de marzo de 2009. El área de recreación comprende tres unidades separadas.

## Wilderness
Hay ocho áreas silvestres designadas oficialmente dentro del Bosque Nacional Mount Hood que suman un total de 311,448 acres que forman parte del Sistema Nacional de Conservación del Desierto. Las hectáreas son a partir de 2011.
- Badger Creek Wilderness en 29,057 acres (118 km²)
- Bull of the Woods Wilderness en 36,731 acres (149 km²)
- Clackamas Wilderness en 9,181 acres (37 km²)
- Lower White River Wilderness en 1,743 acres (7 km²) sin contar 1,063 acres (4 km²) en tierra BLM
- Mark O. Hatfield Wilderness en 65,822 acres (266 km²)
- Mount Hood Wilderness en 63,177 acres (256 km²) incluye la cumbre y pendientes superiores de Mount Hood
- Roaring River Wilderness en 36,768 acres (149 km²)
- Salmon–Huckleberry Wilderness en 62,455 acres (253 km²)

El área escénica de Olallie es una cuenca lacustre ligeramente transitada que también ofrece una experiencia recreativa primitiva.

## Empujón para parque nacional
Una campaña que comenzó en 2004 y aún se está ejecutando a partir del 31 de diciembre de 2016. Mt. Hood ha intentado convertirse en un parque nacional desde principios del siglo XX.